# Apeadero Ricardo Levene
Doctor Ricardo Levene es un apeadero ubicado en las cercanías de la ciudad de Cañuelas, en el partido homónimo de la Provincia de Buenos Aires, Argentina. También es llamado como Parada Garita.

## Servicios
Es un centro de transferencia intermedio del servicio diésel metropolitano e interurbano de la Línea General Roca que se presta las estaciones Ezeiza y  Cañuelas.

## Ubicación
Se encuentra en zona rural, próxima a la ciudad de Cañuelas.

## Diagrama
| Plataforma Sur   |                                                                      |
| Vía 1            | Trenes a Cañuelas provenientes de Ezeiza (próxima Htal. Cuenca Alta) |
| Vía 2            | Trenes a Ezeiza provenientes de Cañuelas (próxima Kloosterman)       |
| Plataforma Norte |                                                                      |